# إعادة تبلور (علم الفلزات)
إعادة التبلور في علم الفلزات وعلم المواد هي عملية تستبدل فيها الحبيبات البلورية بمجموعة جديدة من حبيبات خالية من العيوب البلورية التي تتنوى وتنمو بحيث أن الحبيبات الأصلية تستهلك بالكامل. تترافق عملية إعادة التبلور هذه بتراجع في خواص متانة ومقاومة المواد وصلادتها بالإضافة إلى زيادة في خواص المطيلية. يوجد تعريف تقني مفصل لهذه الخاصة في الدوريات العلمية.